# Région de l'est asiatique
Localisation
La région de l'est asiatique fait partie de l'Écozone nommée Paléarctique, plus précisément en Holarctique dans la sous-division nommée boréale. La région de l'est asiatique est composée de treize provinces.
Cette phytorégion est très riche, elle est dominée par un très vieux lignage de Gymnosperme.
La distribution intercontinentale des genres indique que l’Asie de l’Est et l’Amérique du Nord pourraient avoir été sous la même influence climatique à travers leur histoire géologique et dans l’origine du développement de la flore. C’est pourquoi on retrouve une flore similaire entre ces deux phytorégions.

## Géographie
La région de l’est asiatique comprend la Chine, Taiwan, le Japon, la Corée (Nord et Sud) et la Mongolie.

### Climat général
La région de l'est asiatique possède un Climat océanique et un Climat continental humide. l'Asie de l'est est touchée par les Mousson venues de l'océan Indien. Celles-ci causent des inondations, mais elles sont nécessaires pour les cultures, notamment celle du riz. Les régions côtières de l'est asiatique peuvent aussi être touchées par des Typhons qui eux trouvent leur origine à l'ouest du Pacifique et parfois dans la partie septentrionale de la mer de Chine.

### Géologie générale
L’Asie est un continent composé de trois Craton principaux, il s’agit du Sibérien, de l’Indien et de l’Arabe. Ce continent possède  trois grandes ceintures orogéniques qui abritent quelques cratons mineurs et de microcontinents, relèvent respectivement de trois domaines tectoniques qui sont le Paléoasiatique, le Tethysien et le Pacifique. Le continent asiatique tel que nous le connaissons s’est formé pendant le Mésozoïque. Le grand nombre de formation volcanique que nous trouvons en zones côtières provient du Crétacé.

#### La Chine
La Chine possède beaucoup de climats différents, ce qui permet une flore et une faune variées. Les différents climats proviennent surtout du relief du pays. La chine possède de nombreuses montagnes qui sont parmi les plus hautes du monde. Les principaux fleuves du pays y prennent leur source. L'Himalaya sépare le monde chinois (au nord) du monde indien (au sud). Derrière l'Himalaya, en allant vers le nord, on trouve le plateau tibétain, encadré par le Karakorum et les monts Kunlun, ce plateau a un climat sec, car l’Himalaya bloque l’air humide. Le bassin du Qaidam est une région sablonneuse et marécageuse contenant plusieurs lacs salés. Le nord-ouest de la Chine est occupé par deux bassins désertiques séparés par la chaîne du Tian Shan. Enfin, la frontière avec la Mongolie est marquée par la chaîne de l’Altaï et le Désert de Gobi. Le climat de ce pays est marqué aussi par la mousson qui est responsable d’une grande quantité de précipitations. La végétation y est très diverse et s’étend avec des chênes verts, des ginko bilboa, des bambous et des azalées. On y trouve aussi des forêts composées uniquement de magnolias, lauriers. Les forêts peuvent contenir des arbres mesurant parfois 50 mètres. En altitude, ce sont le pins et les sapins qui sont les plus présents.

#### Taïwan
L’île de Taïwan se situe au sud-est de la Chine, elle fait partie de la barrière de feu et est dans le prolongement direct du Japon. Cette île est sujette aux tremblements de terre et aux Typhons. Taïwan est recouverte principalement de montagnes. Le climat de cette île est tropical au sud et subtropical humide au nord. La géographie végétale est dominée principalement par les cultures maraîchères et la riziculture en plaine et par la culture d’arbustes et de fruitiers en montagne, car l’altitude fournit des températures favorables pour les cultures de variétés tempérées. On trouve des forêts sur les massifs montagneux.

#### Le Japon
Le Japon est un archipel qui s’étale de la Russie à Taïwan, le long de la côte orientale de l’Asie. Environ 73 % du pays est montagneux, le Mont Fuji est la plus grande montagne et il s’agit d’un volcan. Comme le Japon est situé dans une zone de subduction de 4 plaques tectoniques (Pacifique, Nord-américaine, des Philippines et Eurasiatique), de nombreux volcans, comme le mont Unzen, sur l’île de Kyūshū, sont actifs. Le Japon est sujet à de nombreux tremblements de terre et raz-de-marée. Les zones avec un relief accidenté sont restées sauvages et constituent des refuges naturels. Le Japon possède une palette de climats différents (allant de tempéré froid à subtropical). Les sols japonais sont variés, mais généralement acides, et en majorité peu évolués. Ils se sont développés sous une couverture forestière. La diversité de la végétation est liée au climat et au relief. La végétation du Japon est essentiellement forestière : la forêt couvre 67 % de la surface du pays et elle est composée par une majorité de feuillus et de conifères : chênes, hêtres, érables, thuyas, pins rouges et noirs, associés aux bouleaux et aux frênes. À l'ouest domine une forêt où conifères poussent aux côtés de Bambous, magnolias et chênes verts. Les pruniers et abricotiers, les cerisiers à floraison précoce, ainsi que les bambous et les pins sont devenus les symboles traditionnels du pays. Les Japonais respectent et conservent la forêt. La grande variété et la luxuriance de la végétation s'expliquent aussi par la chaleur et l'humidité des étés et l’abondance d’eau (nappes phréatiques, lacs...). Le Japon n'ayant pas connu les grandes glaciations du quaternaire, la végétation du Pléistocène a été épargnée, 7 % de la forêt est considérée comme primaire.

#### La Corée (Sud et Nord)
La Corée est une péninsule de l’Asie de l’Est, située entre la Chine et le Japon, elle est divisée en deux états (Nord et  Sud). Le paysage est composé de 70 % de montagnes couvertes en partie par des forêts. Le climat est de type tempéré.

#### La Mongolie
La Mongolie se situe sur un vaste plateau montagneux. Le climat y est tempéré. Elle possède 5 grands écosystèmes, dont la steppe herbeuse, le Désert de Gobi (avec le saxaul), la steppe semi boisée, la taïga (avec mélèzes et pins). On trouve également en abondance l’edelweiss, l'ancolie, la matricaire, le lys martagon, le petit érythronium Dent-de-chien, la pivoine, la dryade à huit pétales, le trolle, l'anémone pulsatille, la gentiane, et diverses Renoncules.

## Type de Flore
La région de l’est asiatique est l’un des principaux centres de développement des plantes supérieures, surtout les gymnospermes et les angiospermes, mais est également un centre de préservation des formes anciennes qu’on appelle  aussi fossiles vivants. La végétation est très diverse et est liée à la variété des climats et du sol. En Asie du Sud, du Sud-Est et de l’Est, c'est la forêt tropicale humide qui prédomine dans les régions de basse latitude. Elles subissent de fortes pluies pendant toute l’année. Il s’agit d’une forêt luxuriante, à feuilles persistantes, composée de diverses espèces d’arbres comme le teck, le jaquier, l’eucalyptus, le chêne et diverses espèces de bambous et de palmiers. Dans le sud de la Chine et au Japon on trouve une forêt subtropicale, à feuilles persistantes. Les régions de latitude moyenne se caractérisent par des forêts d’arbres à feuilles persistantes et d’arbres à feuilles caduques. On reconnaît principalement deux régions florales, celle du Japon et celle de la Chine. La flore japonaise contient environ 2700 espèces de plantes vasculaires, ainsi qu’environ 40 genres endémiques, répartis dans les familles des saxifragacées, rosacées, sapindacées, ombellifères, magnoliacées, et rubiacées. Nous pouvons la considérer comme un mélange entre la flore tertiaire, arctique, alpine et tropicale qui y ont immigré. La flore de la Chine, elle, est composée de deux régions, une orientale et l’autre occidentale. Nous y trouvons des conifères (pins, gincko et podocarpe), mais aussi des lauriers, des arbres à thé (Camellia sinensis) et autres plantes de culture comme l’indigotier, la canne à sucre, le riz et l’oranger entre autres.
|  |  |  |

## Flore endémique

### Familles endémiques
La flore endémique de l'Asie de l'Est est caractérisée par environ 30 familles, dont: Ginkgoaceae, Sciadopityaceae, Trochodendraceae, Tetracentraceae, Cercidiphyllaceae, Circaeasteraceae, Eucommiaceae, Eupteleaceae, Sargentodoxaceae, Nandinaceae, Pteridophyllaceae, Rhoipteleaceae, Stachyuraceae, Sladeniaceae, Dipentodontaceae, Helwingiaceae.

### Genres endémiques
Beaucoup de genres endémiques appartiennent à des classes archaïques qui reflètent l’ancienneté de la flore. Il y a entre 300 et 600 genres, dont : 
Cephalotaxus, Amentotaxus, Pseudotaxus, Keteleeria, Pseudolarix, Cathaya, Metasequoia, Cryptomeria, Microbiota, Akebia, Kingdonia, Megaleranthis, Hylomecon, Eomecon, Маcleaya, Disanthus, Loropetalum, Corylopsis, Fortunearia, Sinowilsonia, Pteroceltis, Idesia, Bolbostemma, Schizopeppon, Clematoclethra, Bryanthus, Schizocodon, Stephanandra, Rhodotypos, Kerria, Chaenomeles, Rhaphiolepis, Prinsepia, Dichotomanthes, Kirengeshoma, Tanakea, Maakia, Phellodendron, Poncirus, Psilopeganum, Таpiscia, Dipteronia, Fatsia, Tetrapanax, Diplopanax, Evodiopanax, Kalopanax, Hovenia, Dipelta, Kolkwitzia, Oreocharis, Paulownia, Ombrocharis, Paralamium, Perillula, Popoviocodonia, Platycodon, Hanabusaya, Callistephus, Parasenecio, Symphyllocarpus, Chionographis, Metanarthecium, Heloniopsis, Tricyrtis, Cardiocrinum, Hosta, Reineckea, Nomocharis, Milula, Rohdea, Liriope, Aspidistra, Lycoris, Sasa, Phyllostachys, Oreocalamus, Shibataea, Phaenosperma, Chikusichloa, Trachycarpus, and Pinellia.

## Les provinces

### La province Manchurian
Cette province possède des forêts de feuillus dominées par le chêne de Mongolie (Quercus mongolica), ou un mélange d'espèces qui incluent le peuplier (Populus davidiana, P. suaveolens), le bouleau (Betula platyphylla), et le saule (Salix rorida). En montagne, c’est le pin sylvestre (Pinus sylvestris) qui est le plus largement distribué.

### La provinceSakhaline-Hokkaido
Cette région regroupe principalement deux îles, Sakhaline qui est située dans le nord-ouest de l’océan Pacifique au large de la Sibérie et Hokkaïdo qui est la plus septentrionale des quatre îles de l’archipel du Japon. La fore de Sakhaline est très diverse et comporte des arbres d’essence rare. Dans les forêts on trouve des mélèzes, l’Épicéa, le sapin de Sakhaline, le frêne de Mandchourie, le chêne de Mongolie, le bambou des Kouriles et aussi la fougère géante. En altitude on peut rencontrer le pin nain de Sibérie et le bouleau de pierre.

### La province Japon-Corée
Cette province a une végétation typique des régions tempérées, elle comprend des forêts de feuillus à feuilles caduques, on y trouve des espèces de charmes Carpinus et C. laxiflora. Dans la partie sud on trouve des pins, dont Pinus thunbergii. Le bambou Phyllostachys est également caractéristique de cette zone tempérée chaude, même s’il se produit principalement dans les zones qui ont été perturbées par le déboisement ou la culture.

### La province Volcano-Bonin
Cette province consiste en deux groupes d'îles isolées de l'océan Pacifique ; l'île bonin et l'île Volcano. La flore qui s'y trouve est tropicale. La topographie accidentée des îles permet une mosaïque de communautés végétales. Les petites îles du nord sont principalement couvertes d'herbes. la végétation secondaire résulte du pâturage par les chèvres qui ont été introduites. Sur ces îles, il n’y a que des fragments de forêt qui demeurent. Sur les grandes îles, les zones défrichées ont été colonisées par des peuplements presque purs de Leucaena leucocephala. Leucaena est un petit arbre ou un arbuste qui forme des fourrés denses qui donne une ombre intense qui  limite la croissance des semis d'autres espèces. Les forêts à feuilles larges couvrent encore de vastes zones sur Hahajima, Chichijima, et certaines des plus petites îles. La flore des îles Bonin a un degré d'endémisme élevé. Sur environ 500 espèces, le taux d'endémisme est d'environ 43 %. Il y a deux genres endémiques, Dendrocacalia (Asteraceae) et Boninia (Rutaceae) qui se produisent à la fois dans les îles Bonin et Volcano. Une autre espèce endémique est Dendrocacalia crepidifolia (Asteraceae), elle domine une partie de Hahajima, mais est classée comme vulnérable. Environ 80 % de plantes à fleurs sont endémiques sur ces îles.

### La province Ryukyu
L’archipel Ryūkyū constitue un archipel japonais entre les îles Kyūshū au nord et Taïwan au sud.  Certaines de ces îles présentent un endémisme important dû à leur isolement. La flore de cette province ressemble à celle de la province Taiwanienne. On trouve des plantes typiques de Mangrove.

### La province Taiwanienne
La flore de cette région représente bien la flore de la région de l'est asiatique. Cette province possède une grande variété d’habitats et donc une grande biodiversité. On trouve sur les pentes montagneuses, les forêts subtropicales qui comprennent les espèces d'arbres à feuilles persistantes tels que Banian (Ficus microcarpa), Cryptocarya chinensis et Schefflera octophylla et des espèces à feuilles caduques tels que le Kapok (Bombax malabaricum) et l'Albizia procera. Les forêts tropicales de plaine comprennent de nombreuses espèces d'arbres. Trois des plus communs sont la noix de muscade (Myristica cagayanensis), Pterospermum niveum et le jacquier sauvage (Artocarpus lanceolatus). La partie sud est dominée par les mangroves côtières où les espèces d'arbres dominantes sont Rhizophora mucronata, Kandelia Candel, et Bruguiera conjugata. Les mangroves protègent le littoral contre les tempêtes océaniques. Certains peuplements de conifères tropicales et subtropicals intéressantes se produisent dans les pluies de mousson du sud de Taiwan.

### La province de la Chine du Nord
La végétation typique se compose d’une forêt marécageuse de conifères entrecoupés. Les forêts sont dominées par le Mélèze. Les lacs sont souvent revêtu par des roseaux (Phragmite communis).

### La province de la Chine centrale
La végétation dominante est de type alpin qui comprend des prairies, un désert froid et une steppe clairsemée de Stipa purpurea, il s’agit d’une espèce résistante dont cette province et le centre de distribution. Les Carex remplace les Stipa en altitude. Cette région est riche en taxa endémiques.

### La province de la Chine du Sud-Est
La végétation d’origine était probablement composée d’un mélange de chênes subtropicales (Quercus, Castanopsis), lauriers (Lauraceae) et Schima (Theaceae). Aujourd’hui, l’agriculture a pris le dessus sur l’environnement naturel, quelques parcelles restantes de forêt d'origine persistent sur les pentes des collines inaccessibles dans et autour du bassin, mais les paysages agricoles et urbains l'emportent. Quelques espèces de lauriers diverses sont originaires du bassin; Machilus, Lindera, Litsea et Cinnamomum, ce sont les genres les plus importants.

### La province Sikang-Yünnan
Cette province présente une très ancienne flore. Elle contient des forêts à feuilles persistantes, comme le chêne. Il n’existe pas de famille endémique à cette région.

### La province de la Birmanie du Nord
Cette province contient des forêts tropicales verdoyantes. Ce sont les conifères qui dominent en altitude. Sinon on y trouve des bambous, des acacias, des chênes et des pins. C’est une région qui est beaucoup touchée par la mousson,.

### La province de l'Est de l'Himalaya
Elle est composée d'un flore relativement jeune, car elle est apparue après la glaciation. La flore de cette province est la plus jeune de la région de l'Asie de l'Est.

### La province de Khasi-Manipur
Nous ne connaissons pas bien la flore de cette région, elle n’a pas été encore étudiée, mais en connaissant les caractéristiques floristiques des basses terres et en connaissant les péninsules voisines, on peut s’attendre à trouver une végétation tropicale, avec des forêts de mangroves.

## Faune endémique
La faune asiatique est aussi diversifiée que le climat, le sol et la végétation de l’est asiatique. Les îles de cette région possèdent quelques espèces endémiques dû à leur isolation. Les îles Ryukyu sont principalement habitées par des animaux tropicaux tels que l’aigle serpentaire, la roussette géante et le lézard arlequin. Par contre la faune du Japon est réduite comparée à sa flore.

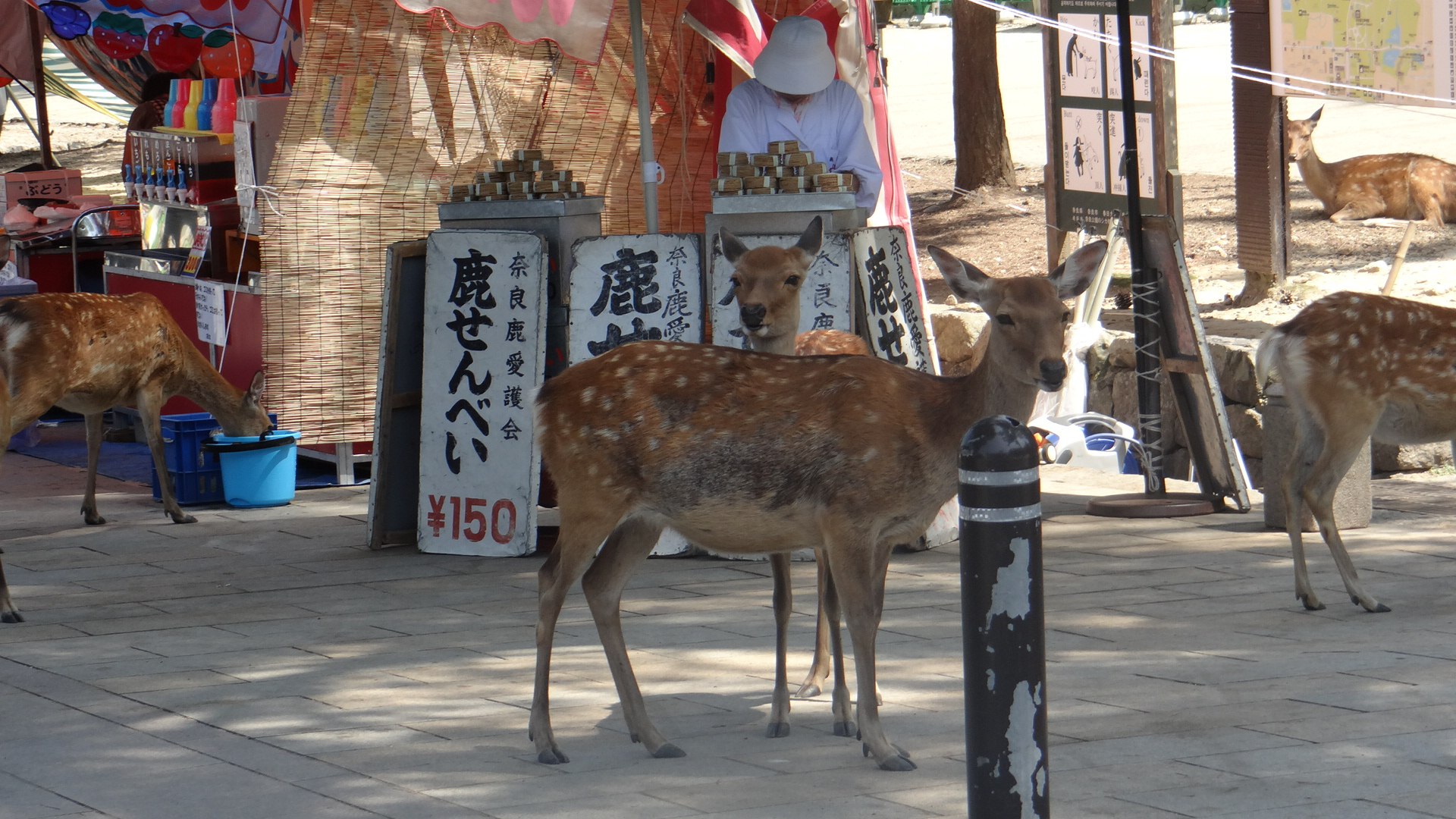
Cerfs sika (cervus nippon) photographié en liberté à Nara au Japon.

- Cerf sika: il s'agit d'un Artiodactyla de la famille des cervidés originaire d'Asie de l'Est. Au Japon, la population la plus grande se trouve à l'est de l'île d'Hokkaïdo, dans la ville de Nara, car cette dernière possède un parc où les cerfs peuvent y vivre en liberté. Ces cerfs sont devenus une attraction pour tous les visiteurs du parc qui peuvent également les nourrir.

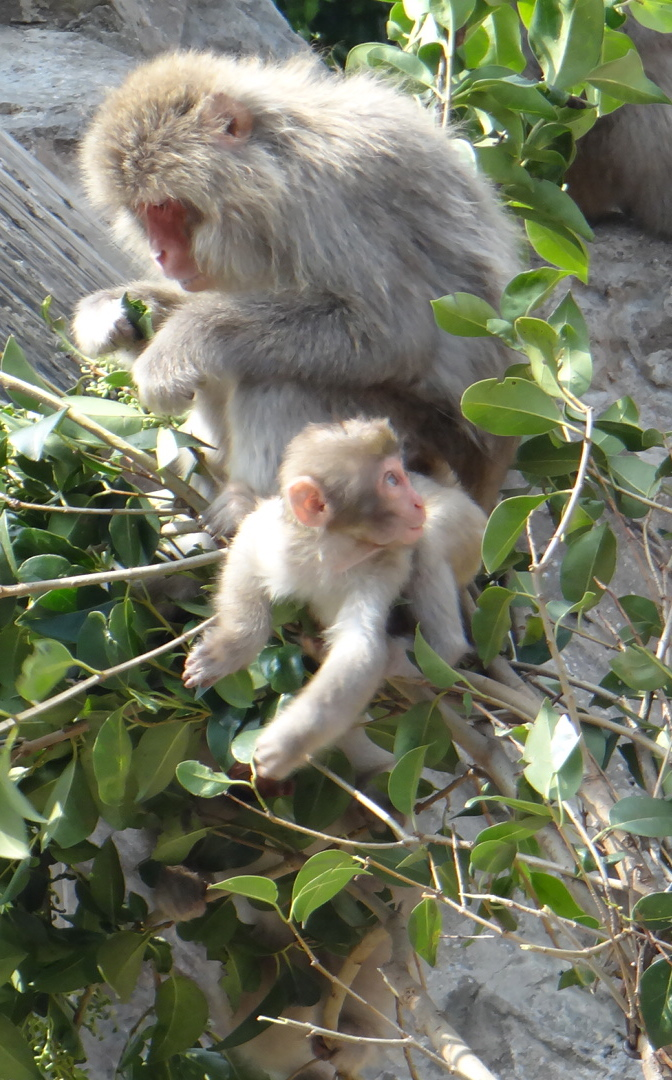
Macaques japonais, espèce endémique du Japon.

- Macaque japonais: il s'agit d'un singe de la famille des Cercopithecidae répartit sur l'archipel du Japon. Ce macaque habite les forêts mixtes d'arbres feuillus et de conifères des montagnes du Japon et des îles environnantes.